# Danrlei
Danrlei de Deus Hinterholz (Crissiumal, 18 aprile 1973) è un ex calciatore brasiliano, di ruolo portiere.

## Palmarès

### Club

#### Competizioni nazionali
- Campionato brasiliano: 1

Grêmio: 1996
- Coppa del Brasile: 3

Grêmio: 1994, 1997, 2001

#### Competizioni statali
- Campionato Gaucho: 5

Grêmio: 1993, 1995, 1996, 1999, 2001

#### Competizioni internazionali
- Coppa Libertadores: 1

Grêmio: 1995
- Recopa Sudamericana: 1

Grêmio: 1996

### Nazionale
- Bronzo olimpico: 1

Atlanta 1996

## Statistiche

### Cronologia presenze e reti in nazionale
| Cronologia completa delle presenze e delle reti in nazionale ― Brasile | Cronologia completa delle presenze e delle reti in nazionale ― Brasile | Cronologia completa delle presenze e delle reti in nazionale ― Brasile | Cronologia completa delle presenze e delle reti in nazionale ― Brasile | Cronologia completa delle presenze e delle reti in nazionale ― Brasile | Cronologia completa delle presenze e delle reti in nazionale ― Brasile | Cronologia completa delle presenze e delle reti in nazionale ― Brasile | Cronologia completa delle presenze e delle reti in nazionale ― Brasile |
| Data                                                                   | Città                                                                  | In casa                                                                | Risultato                                                              | Ospiti                                                                 | Competizione                                                           | Reti                                                                   | Note                                                                   |
| ---------------------------------------------------------------------- | ---------------------------------------------------------------------- | ---------------------------------------------------------------------- | ---------------------------------------------------------------------- | ---------------------------------------------------------------------- | ---------------------------------------------------------------------- | ---------------------------------------------------------------------- | ---------------------------------------------------------------------- |
| 29-3-1995                                                              | Goiânia                                                                | Brasile                                                                | 1 – 1                                                                  | Honduras                                                               | Amichevole                                                             | -1                                                                     |                                                                        |
| 29-6-1995                                                              | Recife                                                                 | Brasile                                                                | 2 – 1                                                                  | Polonia                                                                | Amichevole                                                             | -1                                                                     |                                                                        |
| Totale                                                                 |                                                                        | Presenze                                                               | 2                                                                      |                                                                        | Reti                                                                   | -2                                                                     |                                                                        |